# Atrium (singolo)
Atrium è un singolo del gruppo musicale svedese Katatonia, pubblicato il 26 ottobre 2022 come primo estratto dal dodicesimo album in studio Sky Void of Stars.

## Accoglienza
Philip Marais di Medium ha accolto positivamente Arium, assegnando un punteggio di 13 su 20 ed elogiando il missaggio e la qualità sonora complessiva. Pur evidenziando che non si tratta di un brano particolarmente tecnico o complesso, «La complementarità tra la batteria, il basso, la voce e la chitarra solista in questa traccia crea un'esperienza che ti trascina nella melodia di questa canzone. [...] È spettacolare. La combinazione della chitarra e delle melodie vocali crea un'incredibile sensazione poetica. L'arrangiamento sullo sfondo di questo brano crea specificamente la sensazione di assistere a qualcosa di magico. I Katatonia creano uno stato d'animo intenso, non triste, solo serio e riconoscente. Questo pezzo non è differente».

## Video musicale
Il video, reso disponibile in concomitanza con il lancio del singolo, è stato girato in bianco e nero e mostra momenti di vita notturni con alcune scene in cui è possibile vedere Jonas Renkse cantare sullo sfondo.

## Tracce
Testi e musiche di Jonas Renkse.
1. Atrium – 4:08

## Formazione
Hanno partecipato alle registrazioni, secondo le note di copertina di Sky Void of Stars:
Gruppo
- Jonas Renkse – voce, arrangiamento
- Anders Nyström – chitarra, arrangiamento
- Roger Öjersson – chitarra, arrangiamento
- Niklas Sandin – basso, arrangiamento
- Daniel Moilanen – batteria, arrangiamento

Produzione
- Katatonia – produzione
- Jacob Hansen – missaggio, mastering
- Martin Paagard Wolff – registrazione e ingegneria del suono parti di batteria (Hansen Studios)
- Lawrence Mackrory – registrazione parti di basso e chitarra (Bird's Nest)
- Jonas Renkse – registrazione parti vocali (City of Glass)